# Norvežani
Norvežani (norveški: nordmenn) su sjevernogermanski narod. Više od milijun Norvežana živi raštrkano po svijetu, najviše u SAD, Kanadi i Švedskoj. Norvežani su potomci sjevernih Germana koji su u 2. tisućljeću naselili južni dio Skandinavskog poluotoka potisnuvši i Laponce i još neka starosjedilačka plemena k sjeveru. Dobri su pomorci i ribari, vezani uz more, s najrazvedenijom obalom u Europi.